# Alex Hernández
Juan Alejandro Hernández (* 23. Juni 1999 in Acapulco) ist ein mexikanischer Tennisspieler.

## Karriere
Hernández spielte bis 2017 auf der ITF Junior Tour. Dort konnte er mit Rang 87 seine höchste Notierung in der Jugend-Rangliste erreichen. Sein bestes Abschneiden bei einem Grand-Slam-Turnier gelang ihm 2017 in Wimbledon, als er im Einzel und Doppel aber jeweils zum Auftakt verlor.
Bei den Profis spielte Hernández ab 2017. 2018 nahm er im Einzel und Doppel an den Zentralamerika- und Karibikspielen teil und erreichte im Einzel das Viertelfinale. 2019 schaffte er erstmals mehr als ein Match zu gewinnen und stand erstmals im Halbfinale eines Future-Turniers im Einzel sowie einem Finale im Doppel. Parallel nahm er durch Wildcards an Turnieren der ATP Challenger Tour teil, wo er aber nicht über die zweite Runde hinauskam. 2021 qualifizierte er sich in Puerto Vallarta und gewann im Einzel sein erstes Match auf Challenger-Niveau. Zudem erreichte er mehrere Halbfinals bei Futures, wodurch er in der Weltrangliste stetig kletterte und im März 2022 kurz vor dem Einzug in die Top 500 stand. Im Doppel datiert sein Bestwert auf das Jahr 2019 und Rang 555. In Acapulco 2022 gab er dank einer Wildcard seinen Einstand auf der ATP Tour. Im Einzel unterlag er Pablo Andújar bei nur einem Spielgewinn deutlich.